# Богдановка (Прилукский район)
Богда́новка (укр. Богданівка) — село в Прилукском районе Черниговской области Украины. Население — 465 человек. Занимает площадь 3,071 км². Расположено на реке Ставка (Без названия).
Код КОАТУУ: 7424180901. Почтовый индекс: 17582. Телефонный код: +380 4637.

## География
Расстояние до районного центра:Прилуки : (8 км.), до областного центра:Чернигов ( 132 км. ), до столицы:Киев ( 132 км. ). Ближайшие населенные пункты: Глинщина и Онищенков 1 км, Малковка 2 км, Тополя, Стасевщина, Сухояровка и Даньковка 3 км.

## Власть
Орган местного самоуправления — Богдановский сельский совет. Почтовый адрес: 17582, Черниговская обл., Прилукский р-н, с. Богдановка, ул. Михайловская, 13а.

## История
В ХІХ столетии село Богдановка было волостным центром Богдановской волости Прилукского уезда Полтавской губернии. В селе была Михайловская церковь.